# 但尼丁鐵路

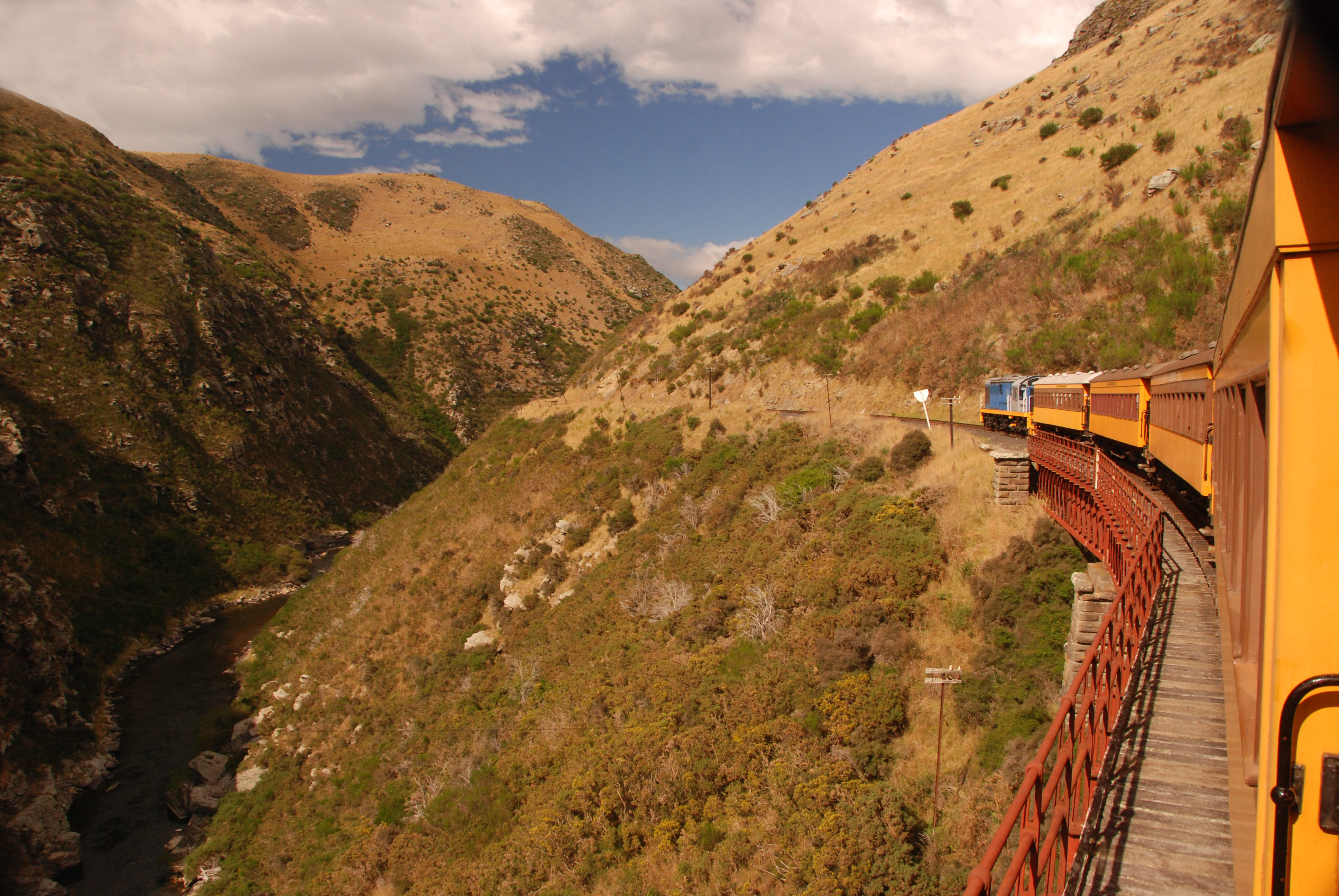

但尼丁鐵路（英語：Dunedin Railways）是位於紐西蘭南島城市但尼丁附近的鐵路線路。但尼丁鐵路原本是一條貨運鐵路，但由於貨運量減少面臨關閉。現在的但尼丁鐵路則搖身一變成為一條觀光鐵路。